# Bostra ibaguena
Bostra ibaguena är en insektsart som beskrevs av Giglio-Tos 1910. Bostra ibaguena ingår i släktet Bostra och familjen Diapheromeridae. Inga underarter finns listade.